# Killarney Airport
Killarney Airport är en flygplats i Kanada.   Den ligger i distriktet Sudbury och provinsen Ontario, i den sydöstra delen av landet, 500 km väster om huvudstaden Ottawa. Killarney Airport ligger 182 meter över havet.
Terrängen runt Killarney Airport är platt åt sydväst, men åt nordost är den kuperad. Terrängen runt Killarney Airport sluttar söderut. Trakten är glest befolkad. Det finns inga samhällen i närheten. 